# George Ripley (Schriftsteller)

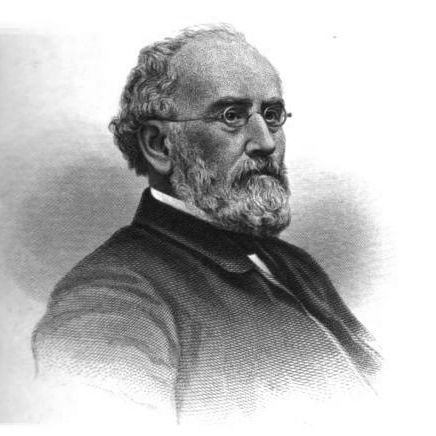
George Ripley in späteren Jahren

George Ripley (* 3. Oktober 1802 in Greenfield, Massachusetts; † 4. Juli 1880 in New York) war ein amerikanischer Schriftsteller, Reformer und als einer der führenden Vertreter des Transzendentalismus der Gründer der sozial-utopischen Kolonie Brook Farm. Nach deren Scheitern wandte er sich dem Journalismus zu und machte sich einen Namen als Herausgeber enzyklopädischer Werke.

## Jugend
George Ripley entstammte einer der ältesten Siedlerfamilien und war mütterlicherseits entfernt verwandt mit Benjamin Franklin. Der Vater Jerome Ripley war Kaufmann und angesehenes Mitglied der Gemeinde. Er gehörte den Unitariern an und drängte seinen Sohn, Geistlicher zu werden. Nach Besuch des Harvard College nahm Ripley das Theologiestudium an der Harvard Divinity School auf, das er 1826 abschloss. Noch im selben Jahr wurde er Prediger einer Unitariergemeinde in Boston. 1827 heiratete er Sophia Dana, deren familiäre Wurzeln ebenfalls bis zu den ersten Siedlern zurückreichten.

## Theologisches Wirken
Ripley gehörte wie Ralph Waldo Emerson zu den jungen weltoffenen Kirchenmännern, die sich besonders für die geistig-literarischen Strömungen in Europa interessierten. Von großem Einfluss auf Ripley war das Werk des deutschen Religionsphilosophen Friedrich Schleiermacher, über den er 1836 – zwei Jahre nach  dessen Tod – im unitarischen Mitteilungsblatt The Christian Examiner einen längeren Artikel schrieb. Ein weiterer Beitrag von Ripley im nächsten Heft über den englischen Unitarier-Philosophen James Martineau löste einen Richtungsstreit unter den Unitariern Neu-Englands aus. Nach den großen Umbrüchen (kopernikanische Wende und Aufklärung), die alle Kirchen gleichermaßen in Erklärungsnöte brachten, war jetzt die Frage aufgeworfen, ob man noch an die biblischen Wunder glauben könne. Der Streit, der sich einige Jahre hinzog, hatte zur Folge, dass die liberalen Geistlichen auf Distanz zur Kirche gingen und gemeinsam mit Gleichgesinnten eine lose Gemeinschaft bildeten, die von Außenstehenden als Transcendental Club bezeichnet wurde. Emerson hatte sein geistliches Amt aus grundsätzlichen Erwägungen bereits 1832 niedergelegt. Ripley hielt seine letzte Predigt am 28. März 1841.

## Transcendental Club
Die sich formierende Gruppe von Männern und Frauen der jüngeren Generation lehnte jede Bevormundung durch Institutionen und Ideologien ab und konnte sich dabei auch auf die naturrechtlichen Grundsätze der amerikanischen Unabhängigkeitserklärung berufen, die in der späteren Verfassung der Vereinigten Staaten teilweise eingeschränkt worden waren. Die Hauptvertreter neben Ripley und Emerson waren Amos Bronson Alcott, Henry David Thoreau, Theodore Parker, Frederic Henry Hedge, James Freeman Clarke, Orestes Brownson, Charles Anderson Dana, Margaret Fuller und Elizabeth Palmer Peabody, die die ganze Bandbreite der reformerischen Forderungen repräsentierten: Herstellung und Einhaltung der Menschenrechte, Gleichstellung von Mann und Frau, Ablehnung der Sklaverei, Rückbesinnung auf die Natur, paritätische Würdigung von Handarbeit und Geistesarbeit, Chancengleichheit in Schule und Beruf, Ablehnung von Dogmen jeder Art. Die Zeitschrift der Bewegung The Dial wurde in den ersten beiden Jahren von Margaret Fuller herausgegeben. Danach übernahm George Ripley die Schriftleitung. Als Befürworter einer praktischen Erprobung der transzendentalistischen Ideen gründete er 1841 die sozial-utopische Siedlung Brook Farm, die sechs Jahre bestand und von Eingeweihten wegen des großen persönlichen Einsatzes von Ripley auch Ripley’s Farm genannt wurde.

## Brook Farm
Die Idee zur Gründung kam ihm durch die  Lektüre von The Social Destiny of Man von Albert Brisbane, der über die Theorien des französischen Sozialutopisten Charles Fourier schrieb. Unterstützung erhielt er von seiner Frau und anderen Transzendentalisten. Zu den ersten Bewohnern gehörte auch Nathaniel Hawthorne, der seine Zeit in der Kommune in seinem Roman Blithedale Romances verarbeitete. Brook Farm wurde überregional bekannt durch Veröffentlichungen in der Presse. Großen Anteil daran hatte Horace Greeley mit seiner liberalen Zeitung New York Tribune, die er ein Jahr zuvor gegründet hatte. Er gehörte zum Freundeskreis der Transzendentalisten und sorgte für das stete Besucherinteresse und ein bescheidenes Spendenaufkommen. Er beobachtete das Experiment mit Sympathie und besuchte Brook Farm häufiger.
Brook Farm stand von Anfang an auf schwacher finanzieller Grundlage. Die Hauptlast wurde von Ripley getragen, der auch seine umfangreiche Bibliothek dort einbrachte. Fachliche Voraussetzungen waren ebenfalls nicht in ausreichendem Maße vorhanden. Dazu kamen Probleme im Zusammenleben der Gruppe. Die wirtschaftlichen Schwierigkeiten mehrten sich und auch der Erlös aus dem Verkauf der Ripley’schen Bibliothek konnte den Niedergang nicht aufhalten. Kurz vor dem Ende ereignete sich auf der Farm ein Feuer, das mehrere Häuser vernichtete. Unter großen Verlusten scheiterte das Experiment 1847. George Ripley benötigte dreizehn Jahre, um die Schulden zu tilgen.

## Schriftstellerisches Wirken

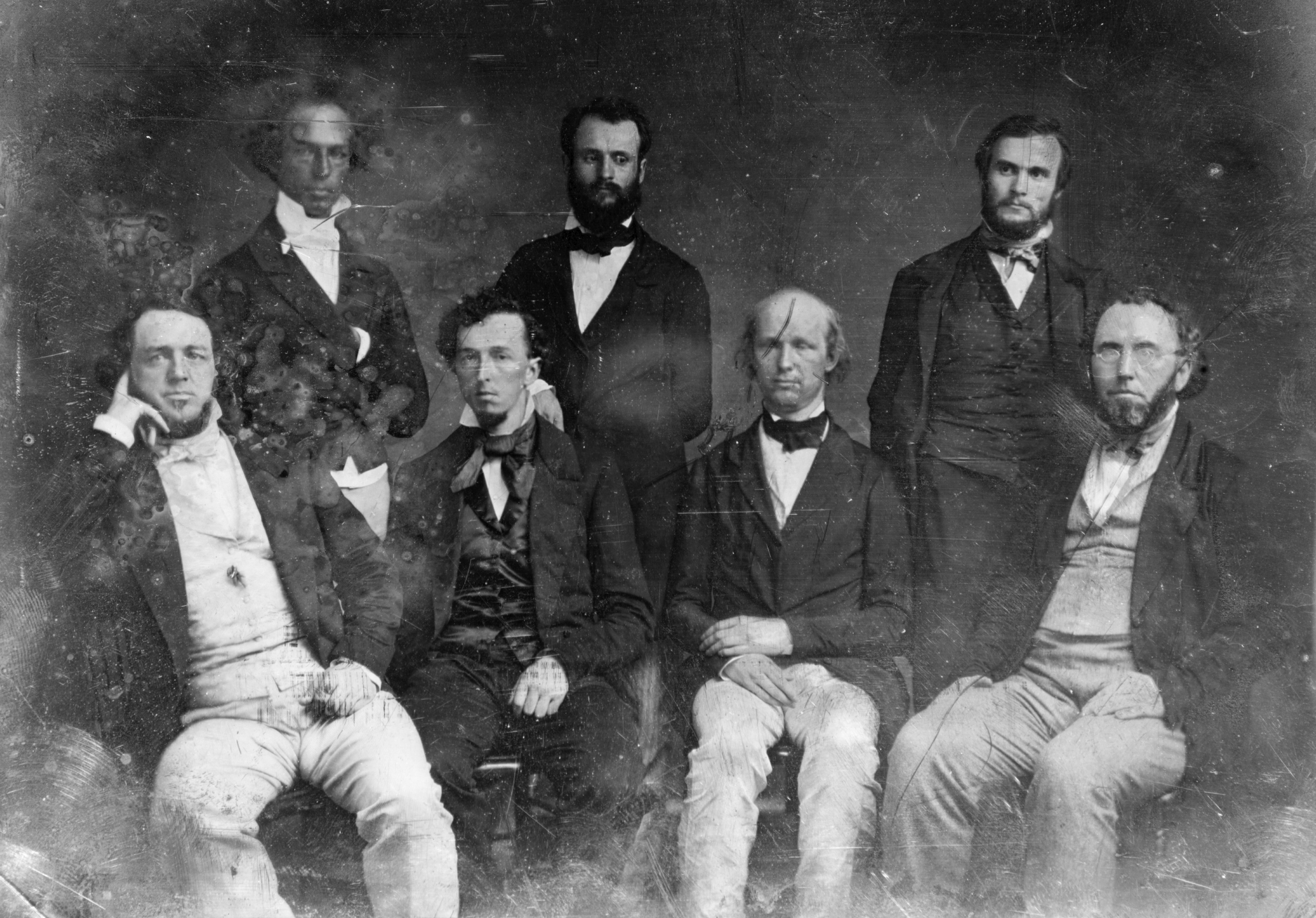
Redaktionsstab der New York Tribune, etwa 1850. Sitzend von links: George M. Snow, Bayard Taylor, Horace Greeley, George Ripley. Stehend von links: William Henry Fry, Charles A. Dana, Henry J. Raymond

Bereits während der Zeit als Prediger entfaltete Ripley eine rege Tätigkeit als Schriftsteller, Übersetzer und Herausgeber. Neben seiner regelmäßigen Mitarbeit an der unitarischen Zeitschrift The Christian Examiner begann er, die Werke der deutschen idealistischen Philosophen zu übersetzen, die er dann ab 1838 gemeinsam mit Frederick Henry Hedge in einer 15-bändigen Ausgabe herausbrachte. 1839 erschien sein Hauptwerk Discourses on the Philosophy of Religion. Ripley war auch Gründer der sozialreformerische Zeitschrift The Harbinger.
Nach dem Desaster mit der Farm ermöglichte Horace Greeley einen Neuanfang für Ripley als Journalist. 1849 wurde er ständiger Mitarbeiter der Tribune. Neben seiner Tätigkeit dort gab er zusammen mit seinem Redaktionskollegen Bayard Taylor ab 1852 das Handbook of Literature and Fine Arts heraus. Von 1857 bis 1863 folgte unter Mitarbeit von Charles A. Dana die 16 Bände umfassende New American Cyclopaedia. Charles Dana war Transzendentalist der ersten Stunde und langjähriges Mitglied der Kommune Brook Farm, der von Horace Greeley ebenfalls zur Tribune geholt worden war. 

## Persönliches
Das Scheitern von Brook Farm traf Ripley nicht nur in ideeller und finanzieller, sondern auch in persönlicher Hinsicht schwer. Seine Frau Sophia hatte sich dem Katholizismus zugewandt. Nach ihrem Tod heiratete Ripley ein zweites Mal. Durch seine erfolgreiche Arbeit als Herausgeber enzyklopädischer Werke konnte er die Schulden von Brook Farm abtragen und sein späteres Leben als hochgeachtetes Mitglied der Gesellschaft führen.